# فارس بارود
فارس بارود (1969- 2019) هو أسير وشهيد فلسطيني من مواليد مخيم الشاطئ للأجئين في قطاع غزة، وتعود جذور عائلته إلى قرية بيت دراس التي أحتلت عام 1948. عاش في أزقة المخيم وتلقى تعليمه الإبتدائي والإعدادي في مدارس وكالة الغوث للأجئين الفلسطينيين والثانوي في مدارس مدينة غزة. أعتقل عام 1991 بتهمة قتل مستوطن صهيوني وحكم عليه بالسجن المؤبد و35 عام. أخلت سلطات الإحتلال باتفاق الإفراج عنه ضمن الدفعة الرابعة والتي تتضمن 30 أسيراً أعتقلوا قبل إتفاق أوسلو في إطار المفاوضات عام 2013. أستشهد داخل السجن بعد أن أمضى 28 عاماً، وهو أقدم أسير فلسطيني من قطاع غزة، وما زالت سلطة الإحتلال ترفض تسليم جثمانه.

## معاناته
تعرض الأسير فارس أحمد محمد بارود وهو الإبن الوحيد لعائلته لكل أصناف التعذيب والتنكيل الجسدي والنفسي وأمضى أكثر من 10 سنوات في العزل الإنفرادي، وبسبب التعذيب وعدم مراعاة وضعه النفسي الخاص فقد ألمت به عدّة مشاكل صحية منها: الفُتاق ومشاكل في الكبد وفقدانه لأكثر من 80% من بصره لوجود مياه زرقاء على عينيه. فيما ماطلت إدارة السجون الصهيونية في تقديم العلاج اللازم له، وواصلت حرمانه من زيارة عائلته لأكثر من 18 عاماً على التوالي. وفقدَ والدته (الحاجة أم فارس) التي فقدت بصرها بعد طول انتظار، والتي حرمت لأكثر من 15 عامًا من زيارته ولم يتمكن من وداعها إلى مثواها الأخير.

## إستشهاده
أدى الإهمال الطبي المتعمد على مدار سنوات إعتقاله مع عزله الإنفرادي لسنوات لتفاقم إصابته بفيروس في الكبد مما أحدث لديه نزيف داخلي تم نقله إلى مستشفى سوروكا وتبين أنه يعاني من إشكالية بشريان يغذي الكبد وتم إستئصال هذا الشريان وجزء من الكبد حيث أدى إلى إستشهاده في العام 2019.
نعته الرئاسة الفلسطينية وطالبت المجتمع الدولي للتدخل لوضع حد للإنتهاكات الإسرائيلية بحق الأسرى، وحمل أمين سر اللجنة التنفيذية لمنظمة التحرير الفلسطينية صائب عريقات إسرائيل المسئولية الكاملة عن وفاته نتيجة الإهمال الطبي المتعمد، وطالب المجتمع الدولي الحقوقي بفتح السجون الإسرائيلية أمام التفتيش ورفع الحصانة عن منتهكي قواعد القانون الدولي وتطبيق إتفاقية جنيف بحق الأسرى الفلسطينيين داخل السجون الإسرائيلية.